# Cepa (viticultura)

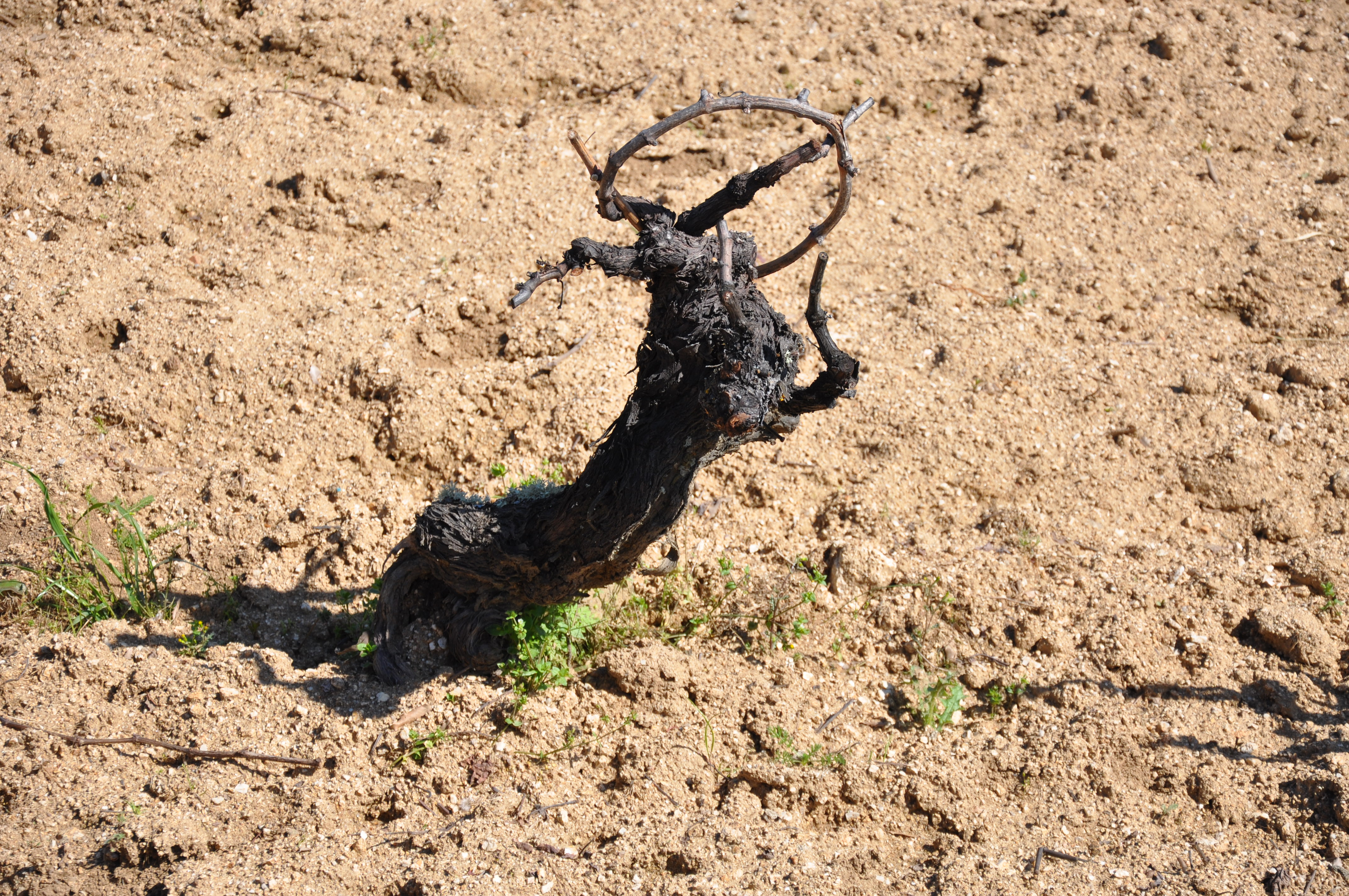
Cepa vieja en Miranda de Duero, Trás-os-Montes, Portugal.

La cepa es por definición el tronco de la vid, del cual brotan los sarmientos, las hojas y los frutos, agrupados en panículas (racimos compuestos con grumos de uvas). Las cepas se dividen en cepas de vinificación, de cuyas uvas se extrae el vino, y cepas de mesa, cuyas uvas se destinan al consumo fresco o para pasas. Las cepas solo se pueden propagar por estaca (esqueje leñoso), por acodo y por injerto de yema o de púa. 
Por extensión, el término "cepa" se emplea para referirse a las variedades viníferas, aunque comúnmente se usen también los términos "vid" y "uva". La forma de las hojas y de las uvas le dan a cada cepa sus características. Desde el punto de vista de la botánica, la cepa es un cultivar, a saber una variedad compuesta de individuos genéticamente diferentes pero con características similares, antes que una especie de vid.
Los vinos se suelen elaborar mezclando distintas cepas, lo que se llama ensamblaje. Se habla entonces de vinos ensamblados. Cuando un vino procede al 80 % como mínimo de una misma cepa, se llama varietal.
La cepa le da al vino su carácter varietal, que incluye el aroma, el sabor o paladar, y la textura. La elección de la cepa es por lo tanto fundamental para determinar el carácter del vino.  
El estudio de las cepas se llama ampelografía.